# Pietro Urbano

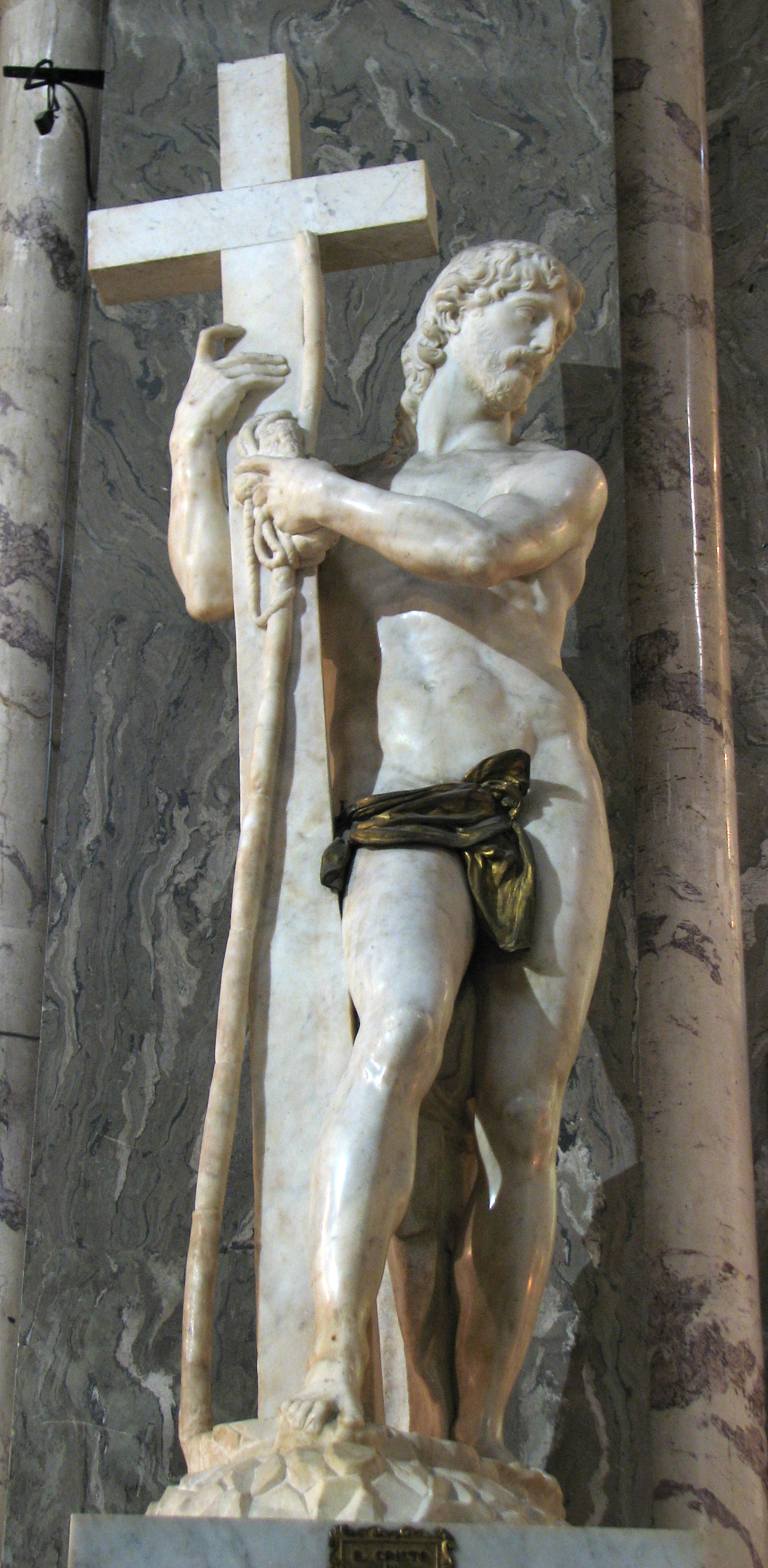
Crist de la Minerva, obra de Miquel Àngel finalitzada per Urbano

Pietro Urbano (Pistoia, actiu durant els primers anys del segle xvi) va ser un pintor italià del Renaixement, conegut per ser deixeble i col·laborador de Miquel Àngel. Un dels seus treballs més coneguts és la finalització de l'estàtua del Crist de la Minerva, que Miquel Àngel va enviar a Roma el 1521 per tal que Urbano la finalitzés i aquest li va donar un toc molt personal, canviant la línia i donant-li un acabament molt diferent del que solia fer Miquel Àngel, que inicialment l'havia tractat com un jove atleta adolescent i que acostumava a deixar les seves escultures amb plans voluntàriament inacabats. Va ser col·locada a l'església de Santa Maria sopra Minerva.
A Catalunya, es pot veure una obra seva, una escultura d'August realitzada en marbre blanc, al Museu Nacional d'Art de Catalunya.